# Parco nazionale di Hakusan
Il parco nazionale di Hakusan (白山国立公園?, Hakusan Kokuritsu Kōen) è un parco nazionale nella regione di Chūbu, nell'Honshū, in Giappone. Istituito nel 1962, si trova a cavallo delle prefetture di Fukui, Gifu, Ishikawa e Toyama. La sua principale caratteristica è il monte Haku. Nel 1980 un'area di 480 km² corrispondente al parco nazionale fu designata come Riserva del Programma sull'uomo e la biosfera dell'UNESCO.

## Storia
Il parco fu designato originariamente come parco seminazionale di Hakusan (白山国定公園?, Hakusan Kokutei Kōen), nel 1955. Ricevette il pieno riconoscimento come parco nazionale nel 1962.

## Flora e fauna
La vegetazione del parco va da zone calde temperate ad alpine. La base delle montagne è coperta di foreste di conifere, dominate da abeti, pini, e cedri giapponesi. Sono presenti foreste decidue e terreni boscosi, dominati dalla quercia mongola e dal faggio giapponese. A quote più elevate ci sono paesaggi aperti.
Hakusan ospita l'aquila reale, l'aquilastore montano e parecchie specie di mammiferi più grandi tipiche delle isole giapponesi, come il macaco giapponese, l'orso dal collare, il capricorno del Giappone e il cervo sika.

## Siti d'interesse
- Monte Akausagi (赤兎山?)
- Monte Haku
- Heisen-ji Hakusan Jinja (平泉寺白山神社?)
- Cascate di Hyakuyojō (百四丈滝?)
- Monti Kyō (経ヶ岳?)
- Cascate di Shiramizu (白水滝?)[4][5]

## Municipalità vicine
- Fukui: Ōno, Katsuyama
- Gifu: Gujō, Takayama, Shirakawa
- Ishikawa: Hakusan
- Toyama: Nanto[6]